# Mercedes D.I
Mercedes D.I (також відомий як Type E6F) — шестициліндровий рядний авіаційний двигун з рідинним охолодженням і клапанним приводом SOHC, що виготовлявся німецькою компанією «Daimler-Motoren-Gesellschaft» (DMG) з 1913 року і на початку Першої світової війни. Розвиваючи потужність 75 кВт (100 к.с.), він встановлювався на багатьох моделях німецьких військових літаків на початку Першої світової війни.
В 1916 році виробництво D.I за ліцензією почалось в Японії на Армійському артилерійському арсеналі в Токіо, а також на Армійському снарядному арсеналі в Наґої (Мануфактура армійської машинерії і обладнання в Чікусі) і навесні 1917 року перший японський двигун зійшов з конвеєра. Ці двигуни в основному встановлювались на біплані «Тип Мо-6», але через погану якість виробництва і матеріалів, японські двигуни були схильні до поломок.
У післявоєнний період він також використовувався чехословацькими навчально-тренувальними літаками Aero Ae-10 і Letov Š-10, а його копія була виготовлена компанією Breitfeld & Daněk під маркою Blesk I.

## Застосування
- AEG B.I
- AEG G.I
- Albatros B.I
- Albatros G.I
- Aviatik B.I
- DFW B.I
- DFW Floh
- Fokker D.I
- Friedrichshafen FF.19
- Gotha G.I
- LFG V 39
- LFG Roland Arrow
- Stahlwerk-Mark R.V
- Pfalz E.V
- Сейшікі-1
- Сейшікі-2
- Армійський літак «Тип Мо-6»